# 赖纳·施密特
赖纳·施密特（德語：Rainer Schmidt，1948年8月1日—），德国男子跳台滑雪运动员。他曾代表东德参加1972年冬季奥林匹克运动会跳台滑雪比赛，获得男子个人高台铜牌。